# Ictinogomphus rapax
Ictinogomphus rapax är en trollsländeart som först beskrevs av Jules Pièrre Rambur 1842.  Ictinogomphus rapax ingår i släktet Ictinogomphus och familjen flodtrollsländor. IUCN kategoriserar arten globalt som livskraftig. Inga underarter finns listade i Catalogue of Life.

## Bildgalleri

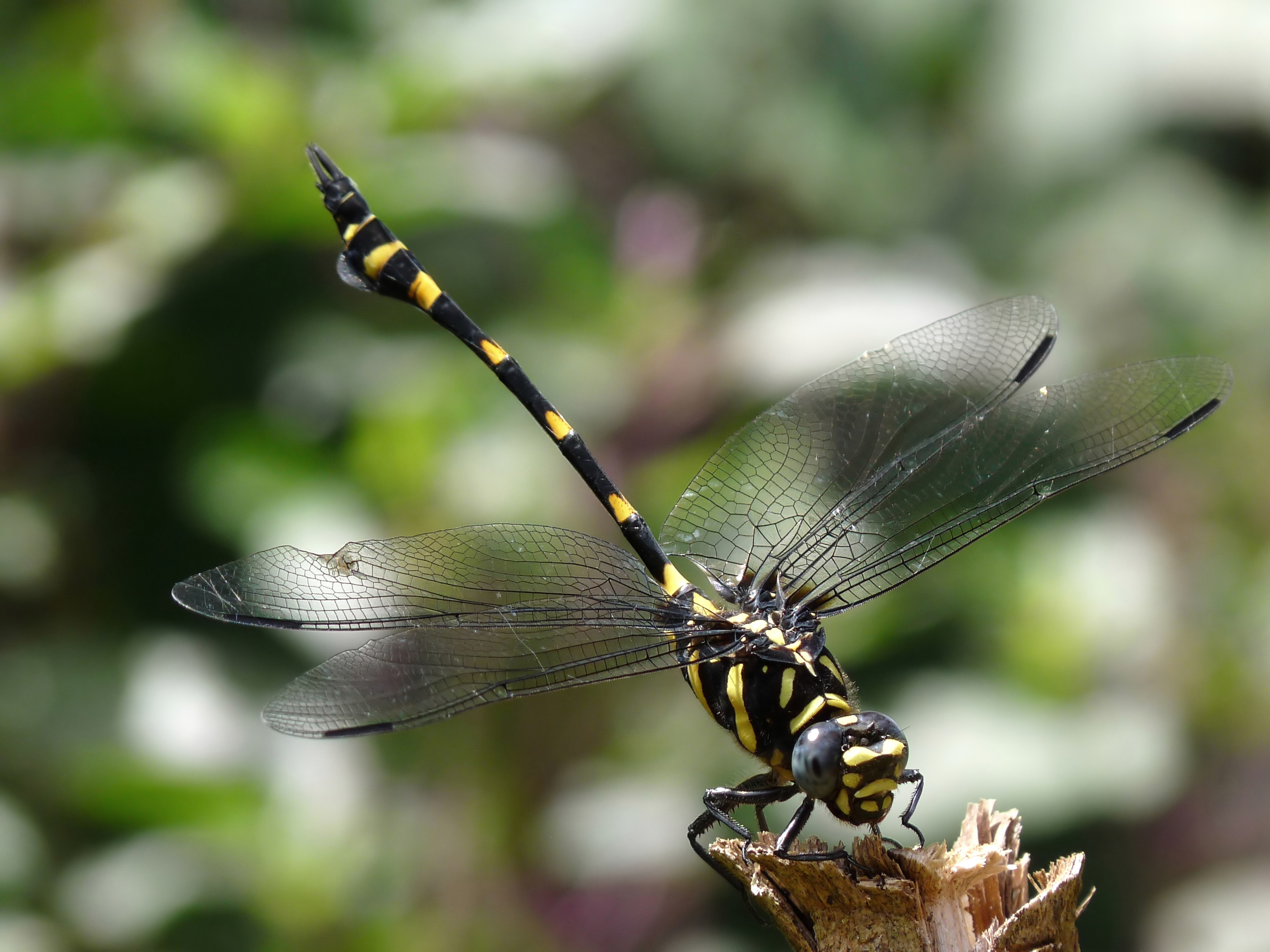
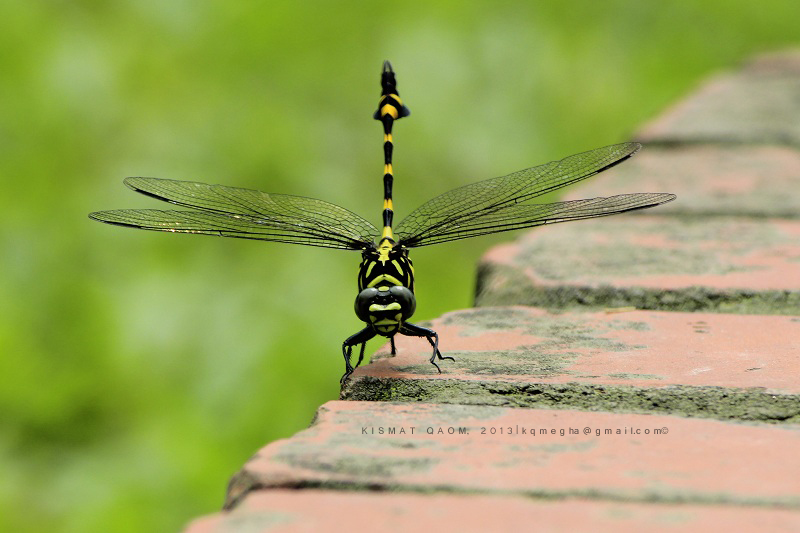
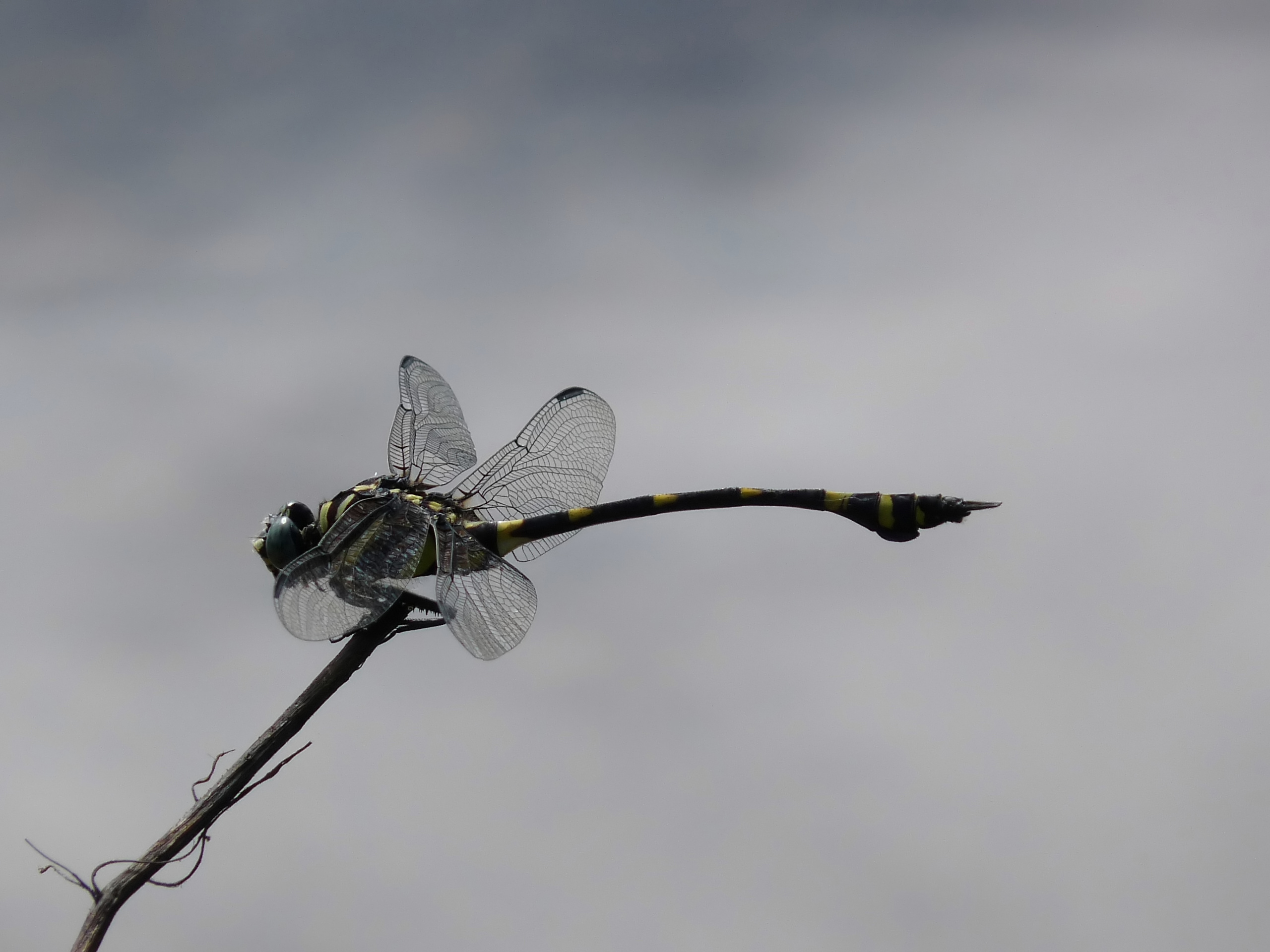
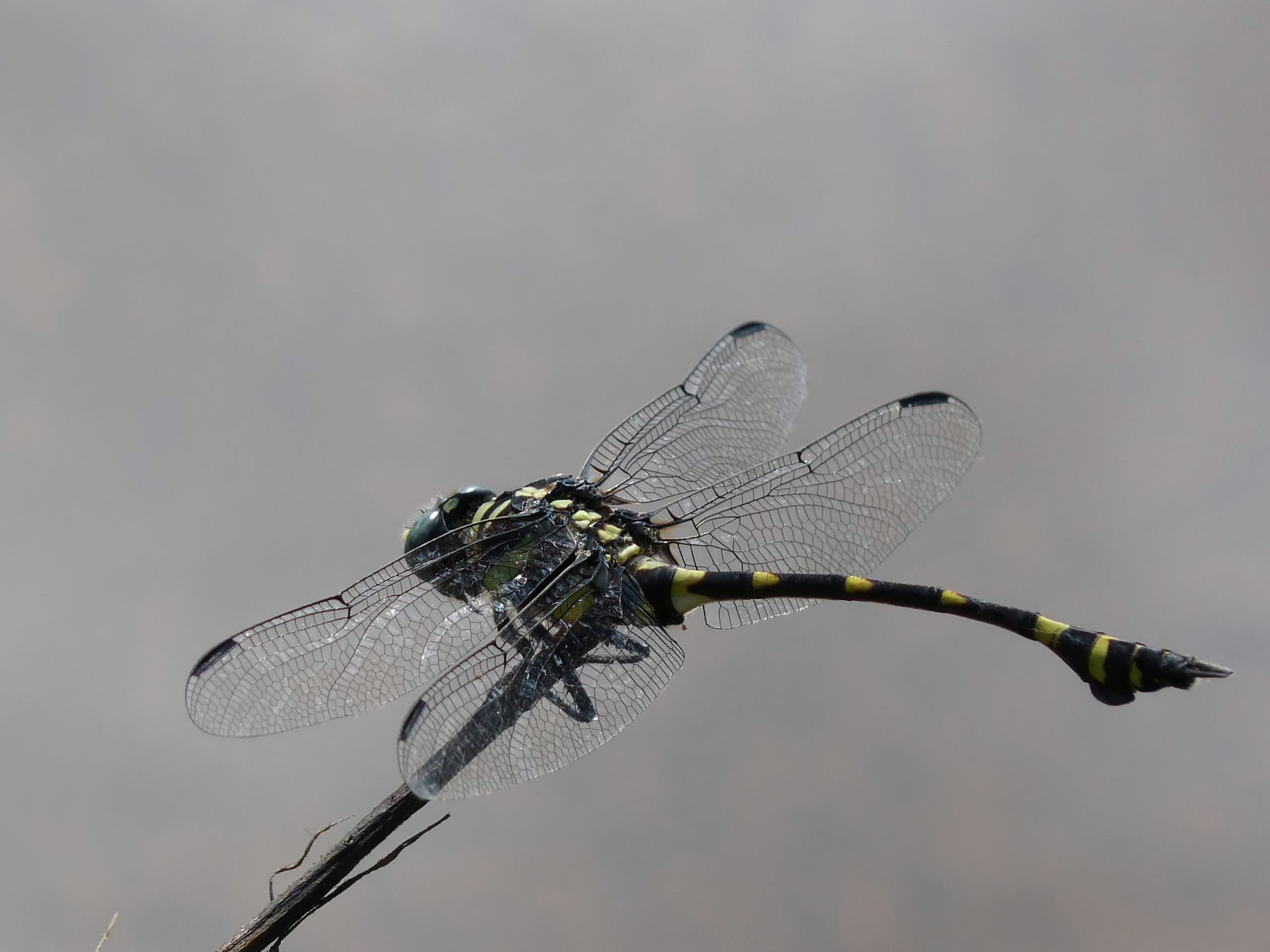